# Калиновский сельсовет (Новосибирская область)
Калиновский сельсовет — сельское поселение в Карасукском районе Новосибирской области Российской Федерации.
Административный центр — село Калиновка.

## История
Статус и границы сельского поселения установлены Законом Новосибирской области от 2 июня 2004 года № 200-ОЗ «О статусе и границах муниципальных образований Новосибирской области»

## Население
| 2002  | 2010  | 2012  | 2013  | 2014  | 2015  | 2016  |
| ----- | ----- | ----- | ----- | ----- | ----- | ----- |
| 1165  | ↘1139 | ↘1121 | ↘1107 | ↗1139 | ↗1140 | ↘1112 |
| 2017  | 2018  | 2019  | 2020  | 2021  |       |       |
| ↘1105 | ↘1098 | ↘1091 | ↘1076 | ↘1048 |       |       |

## Состав сельского поселения
| № | Населённый пункт | Тип населённого пункта       | Население |
| - | ---------------- | ---------------------------- | --------- |
| 1 | Грамотино        | посёлок                      | ↗133      |
| 2 | Калиновка        | село, административный центр | ↘701      |
| 3 | Нестеровка       | деревня                      | ↗183      |
| 4 | Озерянка         | посёлок                      | ↘13       |
| 5 | Свободный Труд   | посёлок                      | ↘109      |

### Упразднённые населённые пункты
- Новоандреевка — упразднённый в 1981 году посёлок.
- Украинка — упразднённый в 1977 году посёлок.